# كاو جوان
كاو جوان (بالصينية: 曹轩) (2 يوليو 1985 بداليان في الصين - ) هو لاعب كرة قدم صيني في مركز الدفاع. لعب مع جيجيانغ غرينتاون وداليان ييفانغ.

## روابط خارجية
- كاو جوان على موقع قاعدة بيانات كرة القدم.إي يو (الإنجليزية)
- كاو جوان على موقع Soccerway.com (الإنجليزية)